# Moussa Bakayoko
Moussa Paul Bakayoko (27 dicembre 1996) è un calciatore ivoriano, centrocampista del Shan Utd.

## Carriera

### Club
Dopo aver vestito la maglia del Bassam, nel 2017 firma con la formazione armena dello Širak, rimanendovi fino al 2019 e vincendo due trofei nazionali.
Tra il 2020 e il 2021 veste le maglie di Derry City, Dartford, Havant & Waterlooville e Blansko, senza mai trovare spazio in squadra.
Nel 2022 ritorna brevemente in patria firmando per l'ASEC Mimosas, con cui vince il campionato di Ligue 1.
Il 5 agosto 2022, firma nuovamente per lo Širak.

### Nazionale
Nel 2013 ha preso parte con la nazionale ivoriana Under-17 al Mondiale di categoria, dove ha anche segnato due gol.

## Palmarès

### Club

#### Competizioni nazionali
- Coppa d'Armenia: 1

Širak: 2016-2017
- Supercoppa d'Armenia: 1

Širak: 2017
- Campionato ivoriano: 1

ASEC Mimosas: 2021-2022

### Individuale
- Capocannoniere della Coppa d'Armenia: 1

2022-2023 (3 reti, ex aequo con Wilfried Eza)